# ブンチョウ
ブンチョウ (Padda oryzivora)は、鳥綱スズメ目カエデチョウ科ブンチョウ属に分類される鳥類。

## 分布
原産はインドネシア（ジャワ島、バリ島）で、アメリカ合衆国（ハワイ州およびプエルトリコ）、フィリピン、マレーシア 、スリランカ、フィジー、ブルネイ、メキシコなどの世界各地に移入・定着。日本では大阪府、東京都、兵庫県、福岡県で定着した例がある。

## 形態
全長17センチメートル。額や後頸・喉は黒く、頬は白い。体上面や胸部の羽衣は青灰色、腹部や体側面の羽衣は薄いピンク色。尾羽は黒い。
嘴の色彩はピンク色。
幼鳥は灰褐色で、顔が淡褐色。嘴の色彩は灰黒色で、基部は薄いピンク色。オスは上嘴の基部が盛り上がる。

## 生態
標高1,500メートル以下にある草原や開けた低木林などに生息し、農耕地周辺や民家の庭でも見られる。ペアや小規模な群れを形成して生活するが、大規模な群れを形成する事もある。
主に草本の種子を食べるが、果実、小型昆虫なども食べる。
繁殖様式は卵生。樹上に枯草などを組み合わせた球状の巣を作り、5 - 7個の卵を産む。抱卵期間は17 - 18日。雛は孵化してから約20日で巣立つ。
近縁種のティモールブンチョウとの交配に成功した事例がある。
桜文鳥の寿命は8～10年ほどとされる。

## 品種
- 桜文鳥 - 野生型(ノーマル)文鳥と白文鳥を掛け合わせた品種[5]。ノーマル文鳥に類似するが全体的に白い斑紋が入る[5]。桜の花びらのような白斑が名前の由来[8]。
- 白文鳥 - 全身が白い[5]。1865年（元治2）、尾張藩（愛知県）の武家屋敷に奉公していた女性が、嫁ぎ先へ日ごろ世話をしていた桜文鳥を土産にもらって持参したのが，弥富で文鳥飼育を始めた由来で、明治9年初めに突然変異により「白文鳥」が誕生し真っ白な個体が生まれ、品種として固定されたものとされている[9]、しかし、白文鳥が江戸時代に生み出されたとされる文献[10]、絵もある。その後、世界に広まり「ジャパニーズ」と呼ばれる[11]。
- シナモン - 1960年代にオーストラリアで誕生した個体を、1970年代にオランダで固定したもの。黒い色素がなく、赤い色素が全身薄茶色（シナモン）の色合いを作る。瞳も赤い[12]。
- シルバー - 1980年代にヨーロッパで作出された品種。黒の色素が少ないため、ノーマルなら黒い頭部などの部分がグレーになっている。薄いグレーの文鳥を「ライトシルバー」[13]、濃いグレーの文鳥を「ダークシルバー」と呼ぶこともある[14]。

この他にも、クリーム、イノ、アルビノ、ホオグロなどが存在する。

## 人間との関係
ペットとして飼育されることもあり、日本でも生産・繁殖および輸入されている。鳥籠や庭籠で飼育される。水浴びを好むため水容器を設置し、水は汚れやすいため不衛生にならないように毎日取り替える。餌としてアワやキビ・ヒエなどの穀物、青菜、ボレー粉、配合飼料などを与える。孵化後5 - 18日で雛を親鳥から離しヘラやスポイトなどで給餌して育てた個体は人馴れし、訓練すれば手に乗せることも可能である（手乗り文鳥）。懐くと、水浴びの後は飼い主に拭いてもらおうとさえする。1997年に、絶滅のおそれのある野生動植物の種の国際取引に関する条約附属書IIに掲載されている。一方で遺棄や脱走により移入・定着している地域もある。

### 日本
日本には江戸時代初期から輸入されていたとされる。一例として本朝食鑑には、既に飼育下繁殖にも成功していたという記述がある。飼育下で様々な品種（サクラブンチョウ、シロブンチョウ（ハクブンチョウ）など）が作出されている。江戸時代の浮世絵には文鳥を描いているものもある。
日本では愛知県弥富市が「文鳥のまち」として知られている。弥富市の文鳥飼育は、江戸時代に名古屋の武家屋敷に奉公に出た女性が桜文鳥を譲り受けたことから始まったとされ、明治時代には当時の海西郡彌富村で真っ白な白文鳥が生まれ、日本全国に広がったとされる。
しかし、白文鳥のその作出者は誰であるか一向記録にもなく伝説もない。
弥富市歴史民俗資料館によれば、弥富文鳥の明治時代の資料については伝承や口伝のみである。 伝承についていつ、誰から等の出典はない。　
白文鳥が江戸時代の天保年間に生み出され、明治時代に飼われていたという記述のある本があり、1948年の鳩小禽等図には、白文鳥の絵がある。
10月24日は「手に幸せ」で「文鳥の日」とされ、江戸時代から愛玩鳥として親しまれてきた文鳥をPRする日である。1級愛玩動物飼養監理士、日本飼鳥会会員、東京ピイチク会会員である、伊藤美代子が2005年に文鳥の日(10月24日)制定した。
| 年次               | 飼養戸数 | 飼養番数 | 生産量（親） | 生産量（手のり） |
| ------------------ | -------- | -------- | ------------ | ---------------- |
| 1975年（昭和50年） | 210      | 55,000   | 90,000       | 370,000          |
| 1985年（昭和60年） | 120      | 16,500   | 30,000       | 100,000          |
| 1998年（平成10年） | 21       | 4,785    | 7,656        | 30,624           |
| 2008年（平成20年） | 8        | 1,235    | 490          | 2,963            |
| 2010年（平成22年） | 3        | 760      | 41           | 1,335            |
| 2014年（平成26年） | 4        | 1,269    | 220          | 1,360            |
| 2015年（平成27年） | 5        | 865      | 236          | 1,609            |
| 2016年（平成28年） | 4        | 953      | 220          | 1,800            |
| 2017年（平成29年） | 2        | 750      | 0            | 1,430            |
| 2020年（令和2年）  | 3        | 937      | 0            | 1,874            |
| 2021年（令和3年）  | -        | -        | -            | 1,869            |

## 画像

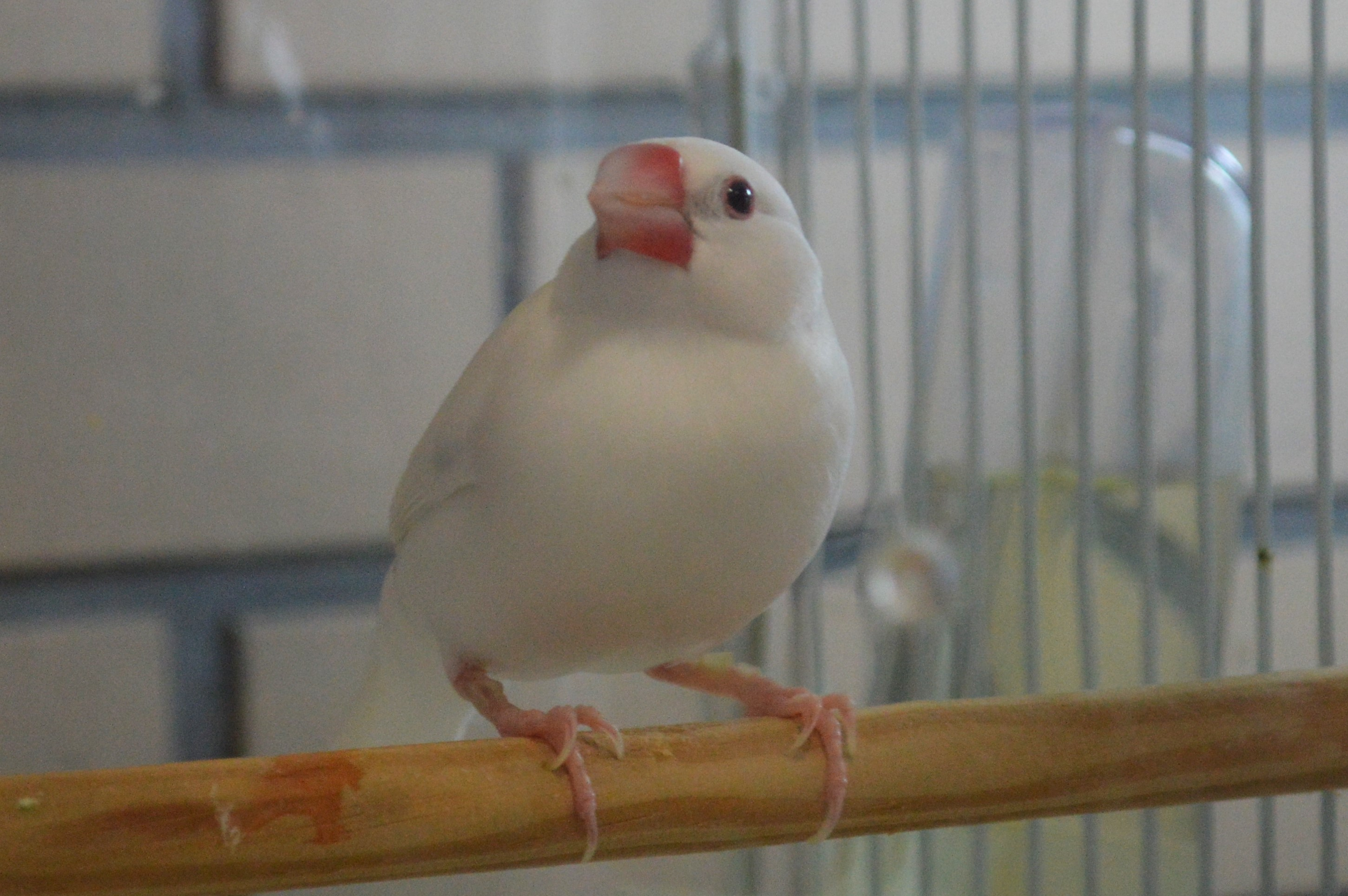
シロブンチョウ
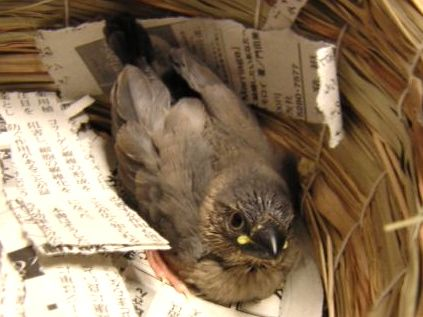
サクラブンチョウの雛
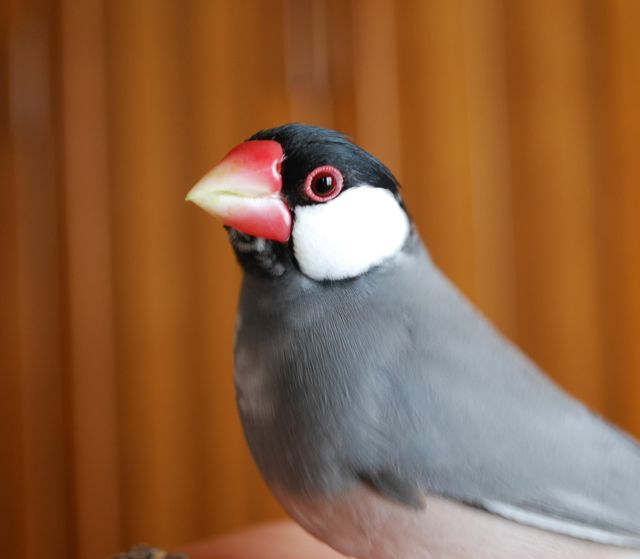
サクラブンチョウ
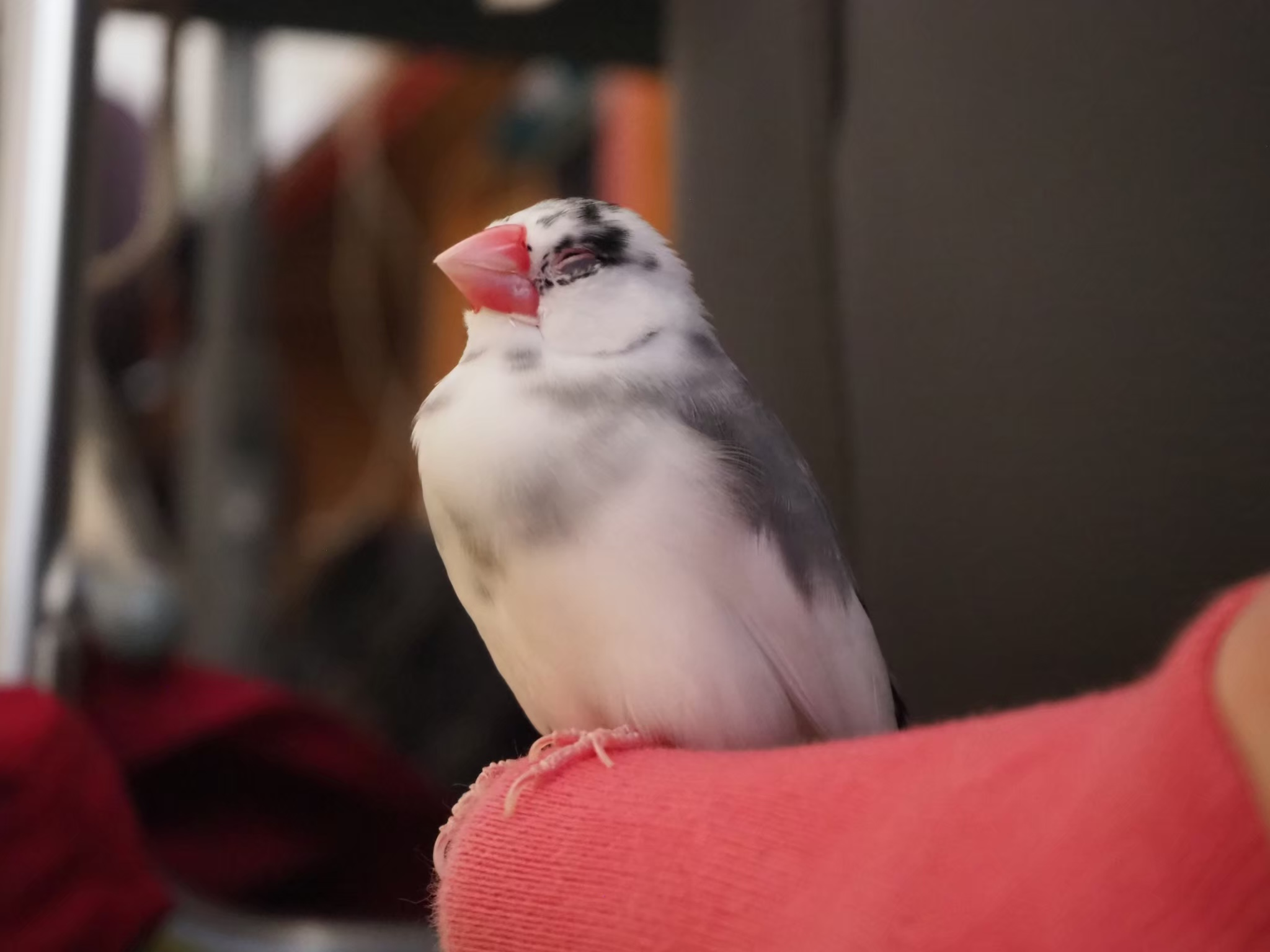
サクラブンチョウの一種であるゴマシオブンチョウ

## 日本文化と文鳥
日本では江戸時代から文鳥は愛玩鳥として親しまれてきた。江戸時代の浮世絵師の歌川広重は文鳥を題材にした浮世絵を多数描いている。

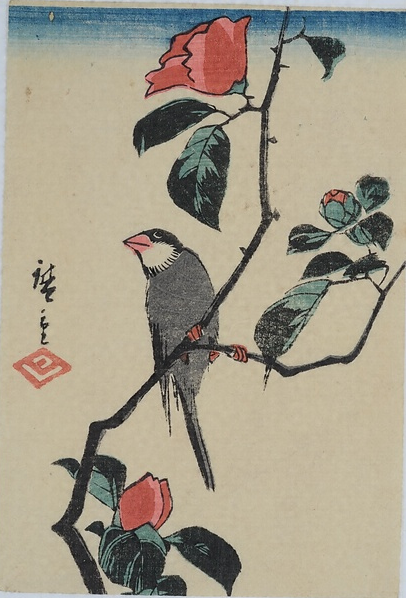
歌川広重「椿に文鳥」
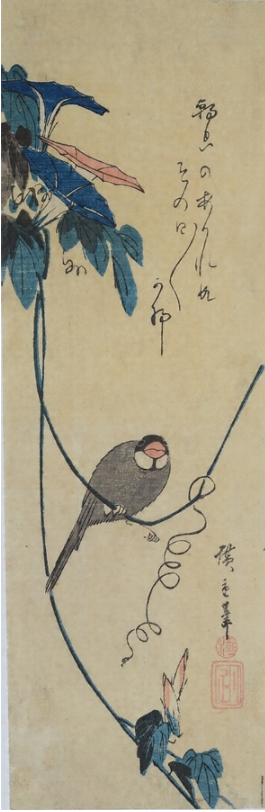
歌川広重「朝顔に文鳥」
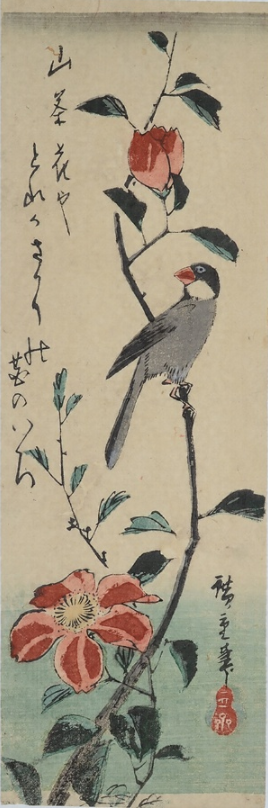
歌川広重「山茶花に文鳥」